# Montalet-le-Bois
Pour les articles homonymes, voir Montalet.
Montalet-le-Bois est une commune du département des Yvelines, dans la région Île-de-France, en France, située à 20 km environ à l'est de Mantes-la-Jolie et à 8 km au nord-ouest de Meulan-en-Yvelines.
Ses habitants sont appelés les Montalboisiens.

## Géographie

### Description

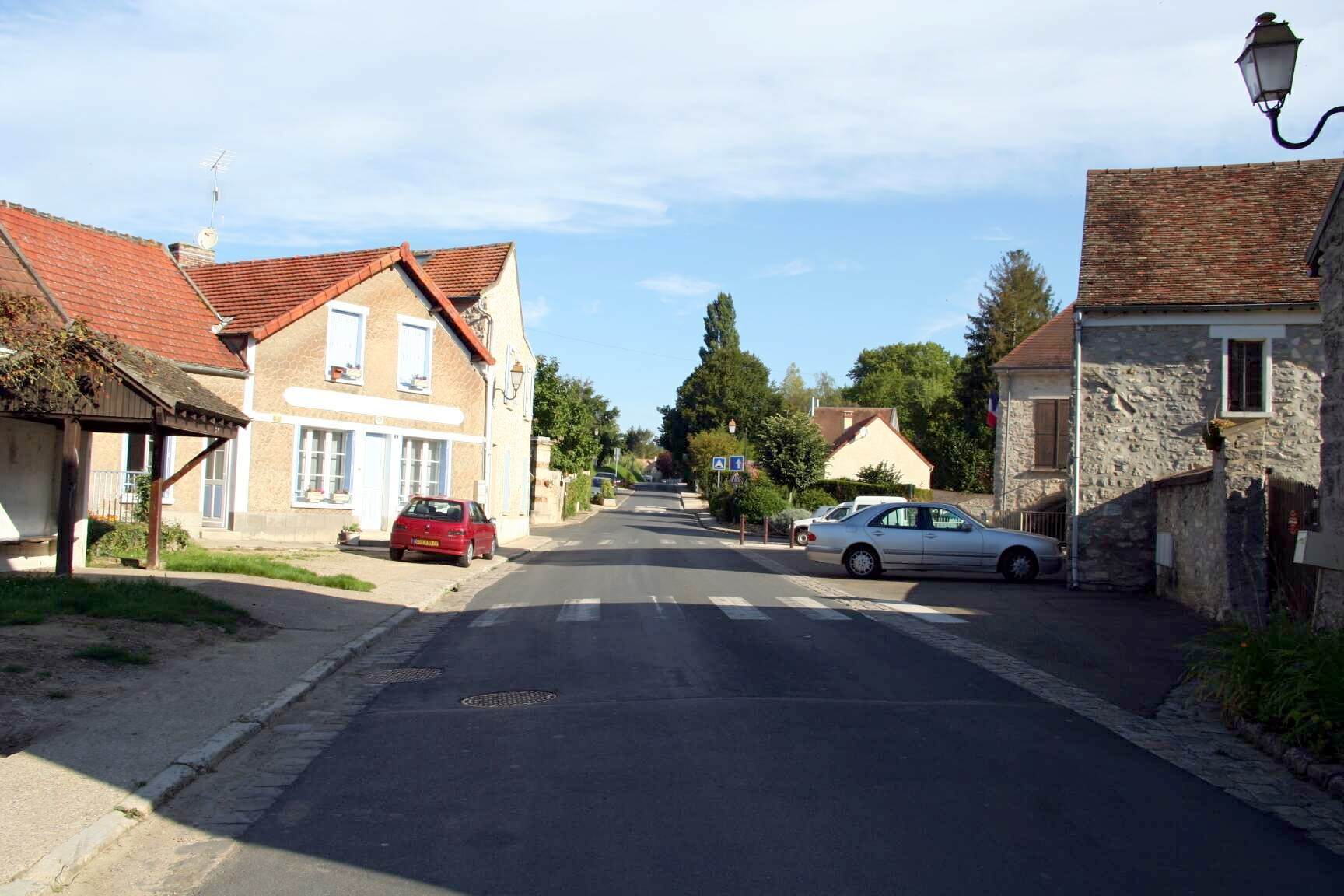
Paysage urbain : la rue principale de Montalet-le-Bois.

Montalet-le-Bois est un village périurbain situé dans le sud du Vexin français, à 7 km au nord-ouest de Meulan-en-Yvelines, à 13 km au sud de Magny-en-Vexin, à 20 km à l'ouest de Pontoise et à 43 km au nord-ouest de Paris.
Son territoire, vallonné et partiellement boisé est inclus dans le Parc naturel régional du Vexin français
À l'écart des grands axes, la commune est reliée par des chemins départementaux aux communes voisines.

### Communes limitrophes
Montalet-le-Bois est limitrophe de Lainville-en-Vexin au nord-ouest, de Sailly à l'ouest, de Brueil-en-Vexin et Oinville-sur-Montcient au sud et de Jambville à l'est.

### Hydrographie
La commune est drainée par la Bernon, un affluent de la Moncient et donc un sous-affluent de la Seine par l'Aubette de Meulan.

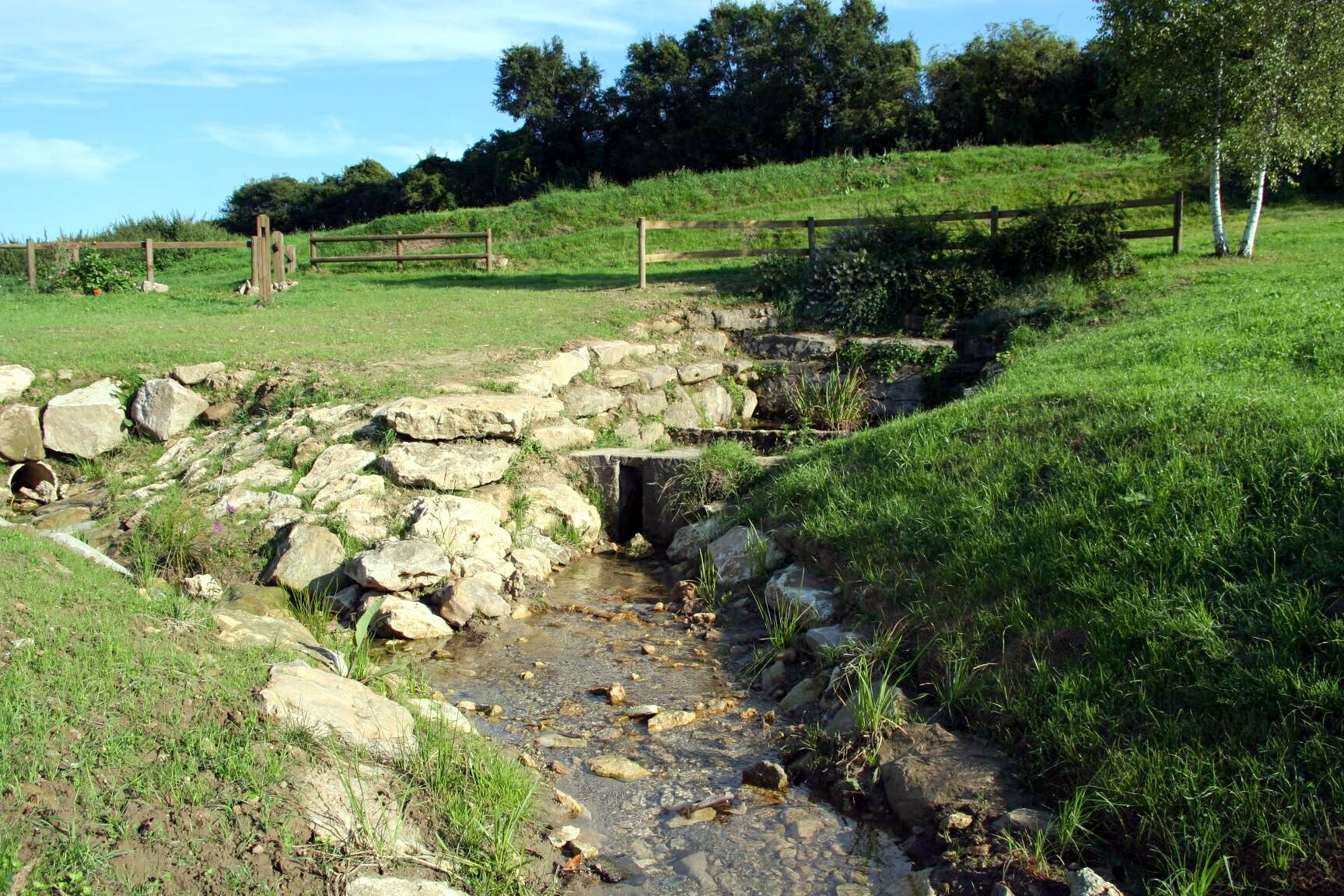
La source de la Bernon.
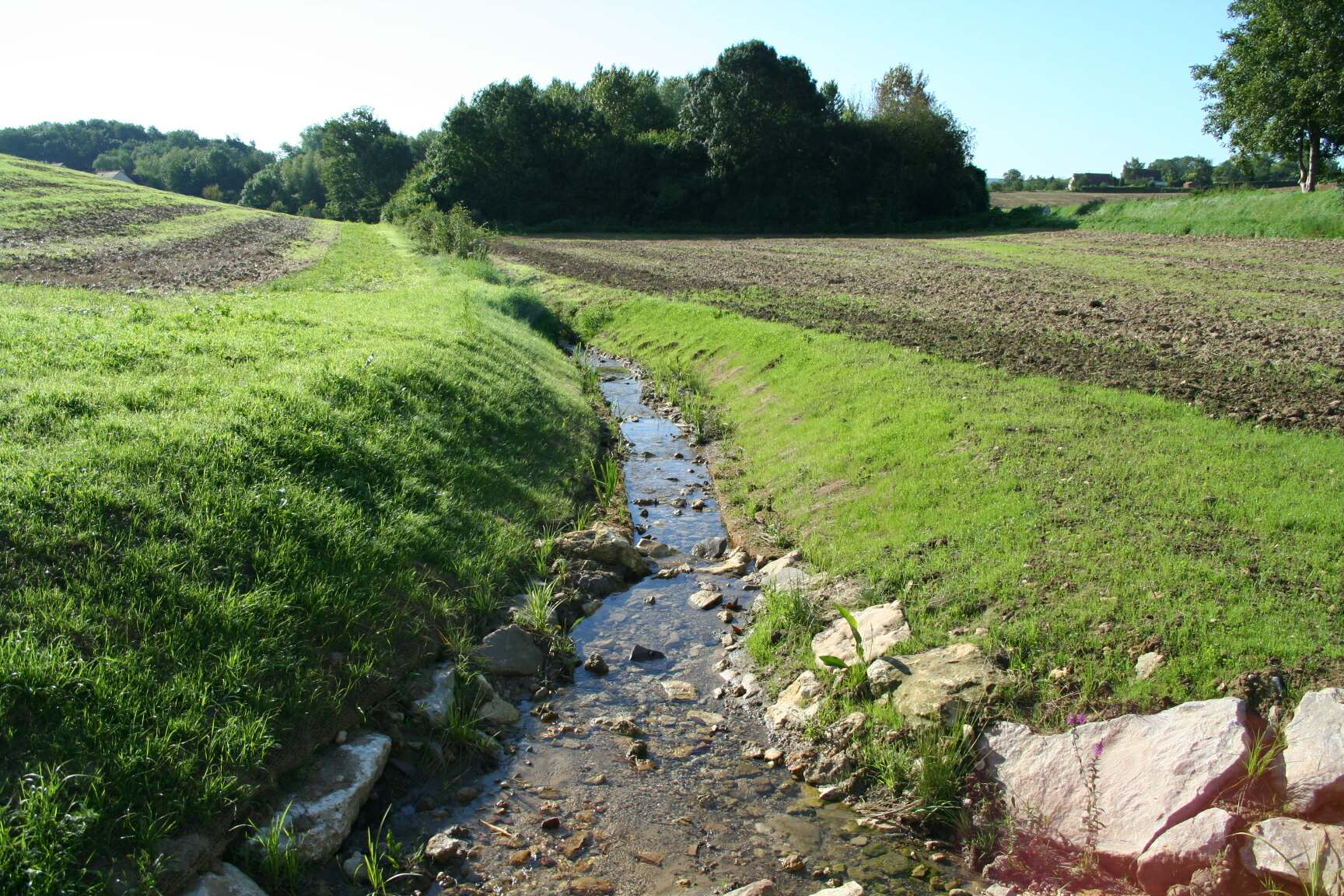
La Bernon.
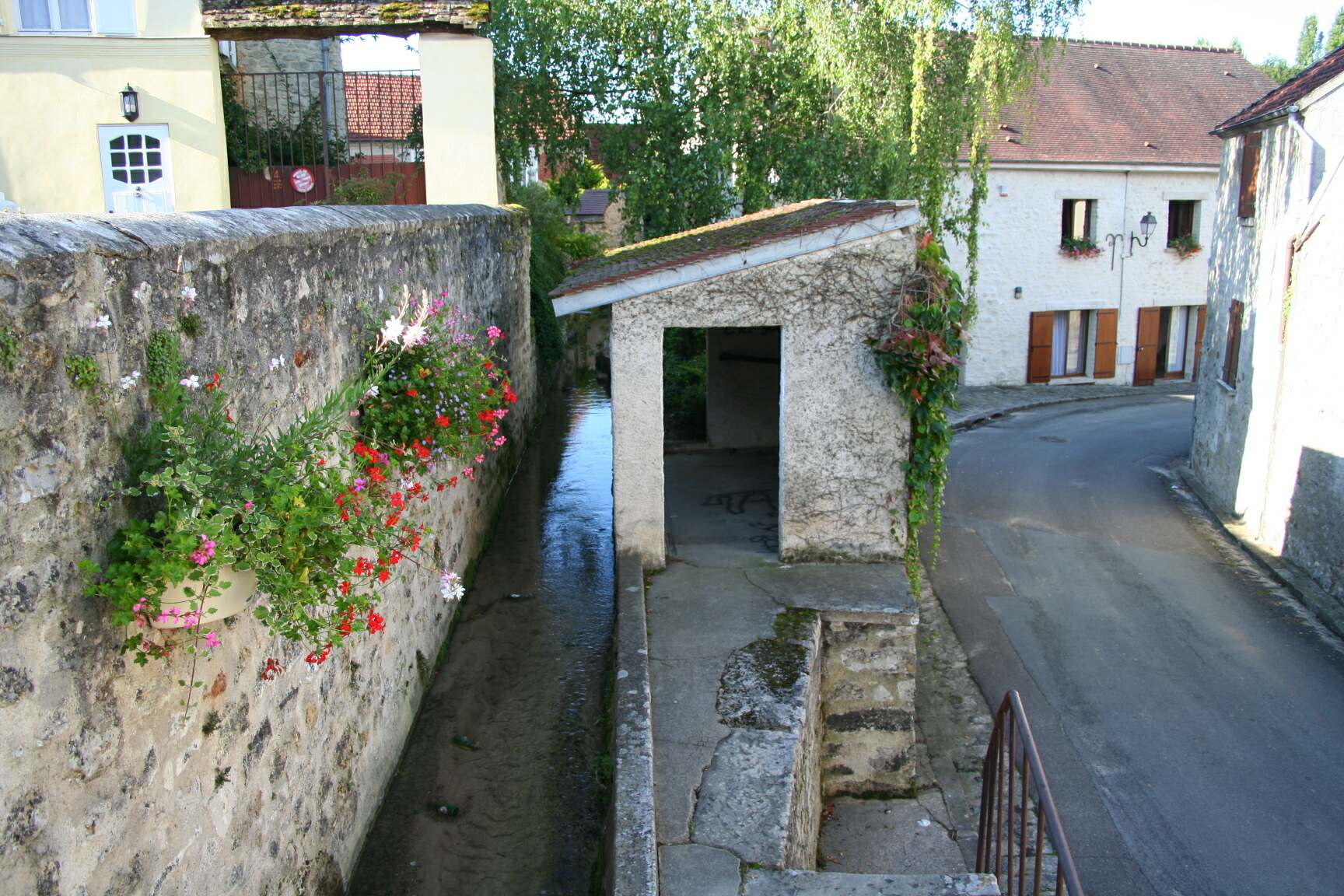
La Bernon et le lavoir.

### Climat
Pour des articles plus généraux, voir Climat de l'Île-de-France et Climat des Yvelines.
En 2010, le climat de la commune est de type climat océanique dégradé des plaines du Centre et du Nord, selon une étude du CNRS s'appuyant sur une série de données couvrant la période 1971-2000. En 2020, Météo-France publie une typologie des climats de la France métropolitaine dans laquelle la commune est exposée à un climat océanique et est dans la région climatique Sud-ouest du bassin Parisien, caractérisée par une faible pluviométrie, notamment au printemps (120 à 150 mm) et un hiver froid (3,5 °C).
Pour la période 1971-2000, la température annuelle moyenne est de 10,8 °C, avec une amplitude thermique annuelle de 14,5 °C. Le cumul annuel moyen de précipitations est de 695 mm, avec 11,5 jours de précipitations en janvier et 8,1 jours en juillet. Pour la période 1991-2020, la température moyenne annuelle observée sur la station météorologique la plus proche, située sur la commune de Magnanville à 14 km à vol d'oiseau, est de 11,6 °C et le cumul annuel moyen de précipitations est de 641,5 mm,. Pour l'avenir, les paramètres climatiques de la commune estimés pour 2050 selon différents scénarios d'émission de gaz à effet de serre sont consultables sur un site dédié publié par Météo-France en novembre 2022.

## Urbanisme

### Typologie
Au 1er janvier 2024, Montalet-le-Bois est catégorisée commune rurale à habitat dispersé, selon la nouvelle grille communale de densité à sept niveaux définie par l'Insee en 2022.
Elle est située hors unité urbaine. Par ailleurs la commune fait partie de l'aire d'attraction de Paris, dont elle est une commune de la couronne,. Cette aire regroupe 1 929 communes,.

### Occupation des sols
Le territoire de la commune se compose en 2017 de 91,59 % d'espaces agricoles, forestiers et naturels, 2,65 % d'espaces ouverts artificialisés et 5,76 % d'espaces construits artificialisés.

### Habitat et logement
En 2019, le nombre total de logements dans la commune était de 135, alors qu'il était de 131 en 2014 et de 126 en 2009.
Parmi ces logements, 88 % étaient des résidences principales, 4,5 % des résidences secondaires et 7,5 % des logements vacants. Ces logements étaient pour 97,7 % d'entre eux des maisons individuelles et pour 1,5 % des appartements.
Le tableau ci-dessous présente la typologie des logements à Montalet-le-Bois en 2019 en comparaison avec celle des Yvelines et de la France entière. Une caractéristique marquante du parc de logements est ainsi une proportion de résidences secondaires et logements occasionnels (4,5 %) supérieure à celle du département (2,6 %) et inférieure à celle de la France entière (9,7 %). Concernant le statut d'occupation de ces logements, 94,1 % des habitants de la commune sont propriétaires de leur logement (85,7 % en 2014), contre 58,6 % pour les Yvelines et 57,5 pour la France entière.
| Typologie                                               | Montalet-le-Bois | Yvelines | France entière |
| ------------------------------------------------------- | ---------------- | -------- | -------------- |
| Résidences principales (en %)                           | 88               | 91       | 82,1           |
| Résidences secondaires et logements occasionnels (en %) | 4,5              | 2,6      | 9,7            |
| Logements vacants (en %)                                | 7,5              | 6,4      | 8,2            |

## Toponymie
Le nom de la localité est attesté sous la forme Monstellet[réf. nécessaire], Montalet le Bois en 1793.
Montalet signifie « petit mont », conformément au suffixe diminutif -et.

## Histoire
Le site est habité dès l'époque néolithique (outils en silex taillé et poli).[réf. nécessaire]

## Politique et administration

### Rattachements administratifs et électoraux

#### Rattachements administratifs
Antérieurement à la loi du 10 juillet 1964, la commune faisait partie du département de Seine-et-Oise. La réorganisation de la région parisienne en 1964 fit que la commune appartient désormais au département des  Yvelines et à son arrondissement de Mantes-la-Jolie après un transfert administratif effectif au 1er janvier 1968.
Elle faisait partie depuis 1801  du canton de Limay. Dans le cadre du redécoupage cantonal de 2014 en France, cette circonscription administrative territoriale a disparu, et le canton n'est plus qu'une circonscription électorale.

#### Rattachements électoraux
Pour les élections départementales, la commune est membre depuis 2014 d'un  nouveau canton de Limay
Pour l'élection des députés, elle fait partie de la huitième circonscription des Yvelines.

### Intercommunalité
Montalet-le-Bois était membre de la communauté d'agglomération Seine et Vexin, un établissement public de coopération intercommunale (EPCI) à fiscalité propre créé fin 2004 et auquel la commune avait transféré un certain nombre de ses compétences, dans les conditions déterminées par le code général des collectivités territoriales.
Dans le cadre des dispositions de la La loi de modernisation de l'action publique territoriale et d'affirmation des métropoles (loi MAPAM), qui prévoit la création d'intercommunalités de taollme importante en seconde couronne parisienne afin d'être en mesure de dialoguer avec la métropole du Grand Paris créée par la même loi, cette intercommunalité a fusionné avec ses voisines pour former, le 1er janvier 2016, la communauté urbaine dénommée Grand Paris Seine et Oise dont est désormais membre la commune.

### Liste des maires
| Période                                  | Période                        | Identité          | Étiquette | Qualité                            |
| ---------------------------------------- | ------------------------------ | ----------------- | --------- | ---------------------------------- |
| Les données manquantes sont à compléter. |                                |                   |           |                                    |
| mars 1995                                | 2004                           | Robert Biesse     |           |                                    |
| 2004                                     | mars 2019                      | Michel Hanon      |           | Démissionnaire                     |
| mars 2019                                | 2021                           | Philippe Pernette |           | Ostéopathe retraité Démissionnaire |
| septembre 2021                           | En cours (au 13 décembre 2022) | Maël Wotin        |           |                                    |

### Distinctions et labels
La ville participe au Concours des villes et villages fleuris et possède une fleur en 2007.

## Équipements et services publics

### Justice, sécurité, secours et défense
Sur le plan judiciaire, Montalet-le-Bois fait partie de la juridiction d’instance de Mantes-la-Jolie et, comme toutes les communes des Yvelines, dépend du Tribunal judiciaire ainsi que de tribunal de commerce de Versailles,.

## Population et société

### Démographie

#### Évolution démographique
L'évolution du nombre d'habitants est connue à travers les recensements de la population effectués dans la commune depuis 1793. Pour les communes de moins de 10 000 habitants, une enquête de recensement portant sur toute la population est réalisée tous les cinq ans, les populations de référence des années intermédiaires étant quant à elles estimées par interpolation ou extrapolation. Pour la commune, le premier recensement exhaustif entrant dans le cadre du nouveau dispositif a été réalisé en 2007.

En 2022, la commune comptait 321 habitants, en stagnation par rapport à 2016 (Yvelines : +2,72 %, France hors Mayotte : +2,11 %).
| 1793 | 1800 | 1806 | 1821 | 1831 | 1836 | 1841 | 1846 | 1851 |
| ---- | ---- | ---- | ---- | ---- | ---- | ---- | ---- | ---- |
| 150  | 173  | 156  | 194  | 197  | 192  | 201  | 187  | 195  |

| 1856 | 1861 | 1866 | 1872 | 1876 | 1881 | 1886 | 1891 | 1896 |
| ---- | ---- | ---- | ---- | ---- | ---- | ---- | ---- | ---- |
| 187  | 164  | 173  | 170  | 170  | 139  | 172  | 185  | 172  |

| 1901 | 1906 | 1911 | 1921 | 1926 | 1931 | 1936 | 1946 | 1954 |
| ---- | ---- | ---- | ---- | ---- | ---- | ---- | ---- | ---- |
| 174  | 147  | 137  | 131  | 153  | 136  | 140  | 125  | 133  |

| 1962 | 1968 | 1975 | 1982 | 1990 | 1999 | 2006 | 2007 | 2012 |
| ---- | ---- | ---- | ---- | ---- | ---- | ---- | ---- | ---- |
| 150  | 134  | 131  | 149  | 244  | 291  | 322  | 326  | 340  |

| 2017 | 2022 | - | - | - | - | - | - | - |
| ---- | ---- | - | - | - | - | - | - | - |
| 315  | 321  | - | - | - | - | - | - | - |

#### Pyramide des âges
En 2018, le taux de personnes d'un âge inférieur à 30 ans s'élève à 32,3 %, soit en dessous de la moyenne départementale (38 %). De même, le taux de personnes d'âge supérieur à 60 ans est de 18,1 % la même année, alors qu'il est de 21,7 % au niveau départemental.
En 2018, la commune comptait 157 hommes pour 155 femmes, soit un taux de 50,32 % d'hommes, légèrement supérieur au taux départemental (48,68 %).
Les pyramides des âges de la commune et du département s'établissent comme suit.
| Hommes | Classe d’âge | Femmes |
| ------ | ------------ | ------ |
| 0,0    | 90 ou +      | 0,0    |
| 6,9    | 75-89 ans    | 5,1    |
| 12,6   | 60-74 ans    | 11,6   |
| 32,7   | 45-59 ans    | 33,4   |
| 13,8   | 30-44 ans    | 19,2   |
| 13,8   | 15-29 ans    | 15,4   |
| 20,1   | 0-14 ans     | 15,4   |

| Hommes | Classe d’âge | Femmes |
| ------ | ------------ | ------ |
| 0,6    | 90 ou +      | 1,4    |
| 6      | 75-89 ans    | 7,8    |
| 13,5   | 60-74 ans    | 14,8   |
| 20,7   | 45-59 ans    | 20,1   |
| 19,6   | 30-44 ans    | 19,9   |
| 18,5   | 15-29 ans    | 16,8   |
| 21,2   | 0-14 ans     | 19,2   |

## Économie
- Exploitations agricoles.

## Culture locale et patrimoine

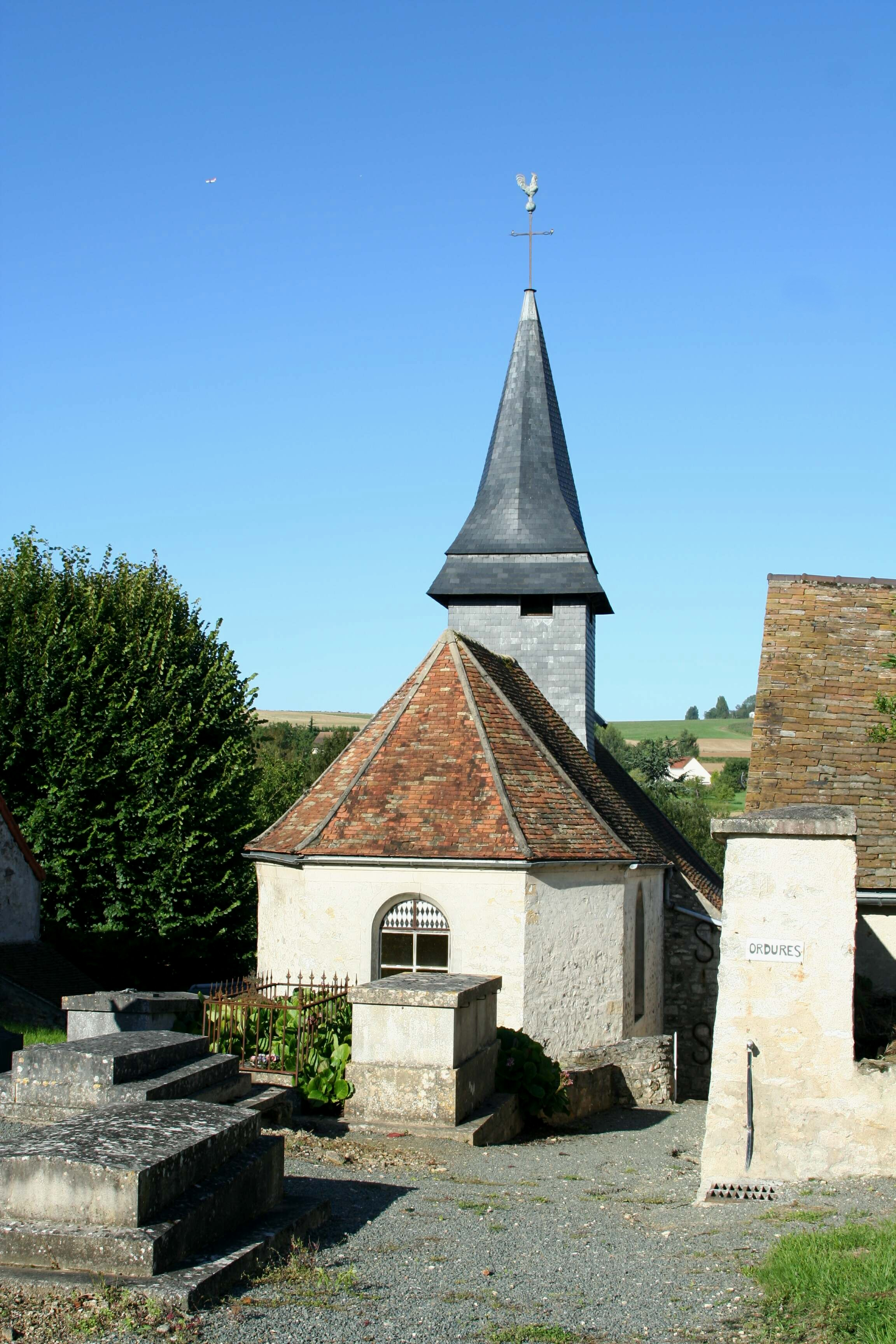
L'église Notre-Dame.

### Lieux et monuments
- Église Notre-dame du  XIIe siècle, restaurée en 1846 et à nouveau en 2019[26].
- Ancien moulin et sa roue à eau, devenu la mairie.

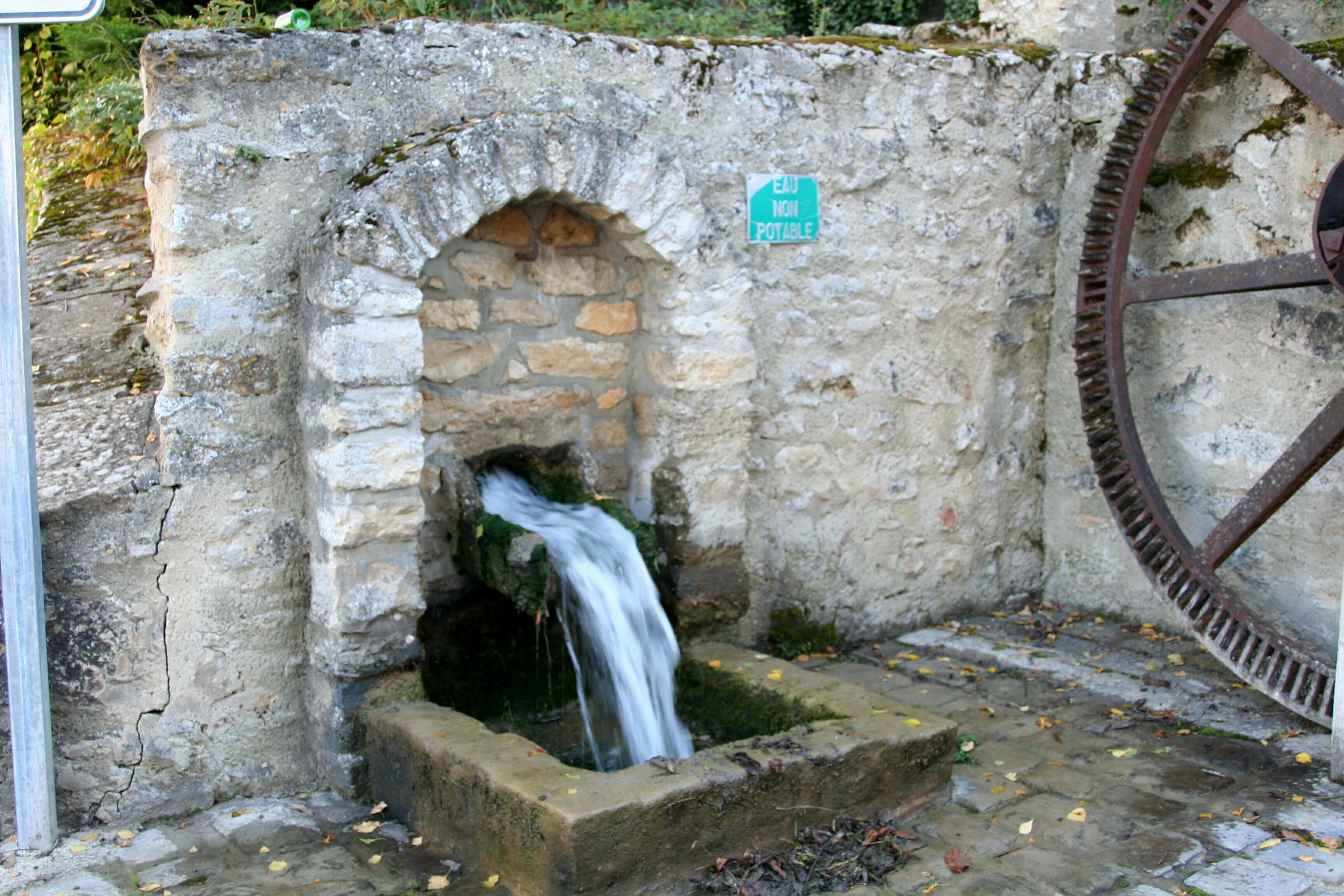
La fontaine.
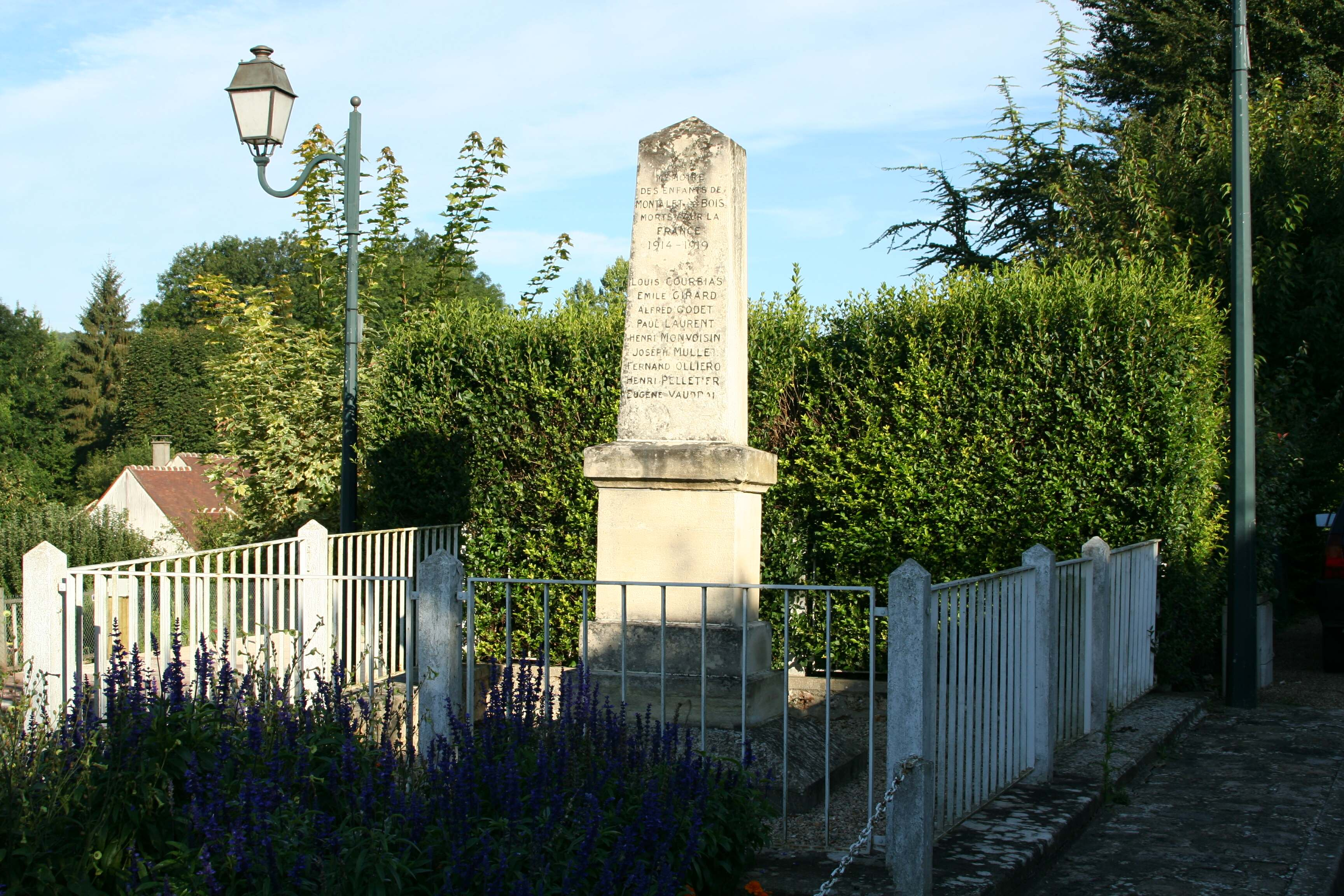
Le monument aux morts.

### Héraldique
| Blason de Montalet-le-Bois | Blason  | Écartelé : au 1er de sinople à la roue de moulin d'or en chef senestre et à la bande ondée d'azur brochante, au 2e d'argent au chêne de sinople englanté d'or, au 3e d'argent au chevron renversé de sinople, au 4e de sinople à la gerbe de blé d'or. |
| Blason de Montalet-le-Bois | Détails | Adopté par la municipalité. |